# Melina Borglowe
Melina Margaretha Borglowe, född 12 maj 1997 i Växjö Maria församling, Kronobergs län, är en svensk sångare och låtskrivare.
Hon tävlade i den första deltävlingen av Melodifestivalen 2024 i Malmö med bidraget "Min melodi". Bidraget åkte ut med en sistaplacering.

## Diskografi

### EP
- 2023 – Puss kram hej (Record Company TEN).

### Singlar
- 2014 – Sunflower Meadow (Melina Borglowe).
- 2015 – I Used to Play (Melina Borglowe).
- 2016 – Mercury (Melina Borglowe).
- 2017 – Thunder on the Ocean Floor (Melina Borglowe).
- 2019 – Vampires (Melina Borglowe).
- 2022 – Livet ut (Dopvisan) (Record Company TEN).
- 2023 – En sommar längre fram (Record Company TEN).
- 2023 – Vila dig här hos mig (Record Company TEN).
- 2023 – Puss kram hej (Record Company TEN).
- 2023 – Puss kram hej (Live från Riksmixningsverket) (Record Company TEN), tillsammans med Pontus de Wolfe.
- 2024 – En stad (Record Company TEN).
- 2024 – Min Melodi (Record Company TEN).

## Låtar
- 2014 – Sunflower Meadow.
- 2015 – I Used to Play.
- 2016 – Mercury.
- 2017 – Thunder on the Ocean Floor.
- 2017 – Forgotten Lover.
- 2019 – Vampires.
- 2022 – Livet ut (Dopvisan), skriven tillsammans med David Schagerström.
- 2023 – En sommar längre fram.
- 2023 – Vila dig här hos mig.
- 2023 – Puss kram hej.
- 2023 – Bara bara dig.
- 2023 – Tätt intill.
- 2024 – En stad, skriven tillsammans med David Schagerström.

### Melodifestivalen
- 2024 – Min Melodi, skriven tillsammans med Andreas Mattsson och Thomas G:son.